# Kenny Lake
Kenny Lake és una concentració de població designada pel cens dels Estats Units a l'estat d'Alaska. Segons el cens del 2000 tenia 410 habitants.

## Demografia
Segons el cens del 2000, Kenny Lake tenia 410 habitants, 143 habitatges, i 96 famílies La densitat de població era de 0,8 habitants/km².
Dels 143 habitatges en un 40,6% hi vivien nens de menys de 18 anys, en un 57,3% hi vivien parelles casades, en un 4,2% dones solteres, i en un 32,2% no eren unitats familiars. En el 27,3% dels habitatges hi vivien persones soles el 9,8% de les quals corresponia a persones de 65 anys o més que vivien soles. El nombre mitjà de persones vivint en cada habitatge era de 2,87 i el nombre mitjà de persones que vivien en cada família era de 3,52.
Per edats la població es repartia de la següent manera: un 32,4% tenia menys de 18 anys, un 6,6% entre 18 i 24, un 26,8% entre 25 i 44, un 24,6% de 45 a 60 i un 9,5% 65 anys o més.
L'edat mediana era de 36 anys. Per cada 100 dones hi havia 113,5 homes. Per cada 100 dones de 18 o més anys hi havia 116,4 homes.
La renda mediana per habitatge era de 28.750 $ i la renda mediana per família de 28.750 $. Els homes tenien una renda mediana de 40.938 $ mentre que les dones 21.875 $. La renda per capita de la població era de 13.121 $. Aproximadament el 22,7% de les famílies i el 25,9% de la població estaven per davall del llindar de pobresa.

## Poblacions més properes
El següent diagrama mostra les poblacions més properes.